# Аболіціонізм
Аболіціоні́зм (фр. abolitionisme, від лат. abolitio — скасування) — громадський рух за скасування рабства (формального чи неформального). Наприкінці XVIII — на початку XIX сторіччя у США — рух за скасування рабства чорношкірого населення, у Великій Британії, Франції та деяких інших країнах — рух за скасування рабства в колоніях.

## США

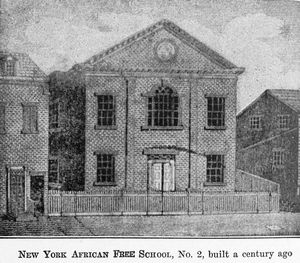
Будинок Другої африканської безкоштовної школи, заснованої в 1822 Нью-йоркським гуманним антимісіонерським товариством, членом якого в ті часи був Джеремія Томпсон

Нью-йоркське гуманне антимісіонерське товариство (англ. New York Manumission Society) було створено задля визволення рабів. Це товариство засноване у 1785 році і припинило діяльність у 1849. Одним із завдань товариства було відкриття африканських безкоштовних шкіл, в яких викладали вчителі небілої раси. Членами товариства були білі люди, серед яких були квакери, підприємці. Одним із них був Джеремія Томпсон — емігрант з Англії, підприємець з вовняно-виробничого сімейного бізнесу, один із засновників і голова першої трансатлантичної пароплавної лінії «Black Ball Line» в Нью-Йорку. Члени цього товариства були проти рабства і за освіченість робітників, що була вигідна їхньому бізнесу.
Аболіціонізм в США мав підтримку робітничого класу, широких кіл фермерства (що боролося за землю проти плантаторів), а також буржуазії, яка вбачала у рабстві перешкоду для капіталістичного розвитку країни. З появою щотижневика «Ліберейтор» (1831–1865) та заснуванням в 1833 «Американського товариства боротьби з рабством» аболіціонізм став організованим рухом, що об'єднував до 250 000 осіб. В 1840 році виникла «Партія свободи», яка рішуче виступила проти рабства.
Більшість лідерів аболіціонізму на чолі з Вільямом Гаррісоном вважали, що з рабством слід боротися лише моральними засобами та переконанням, не застосовуючи силу. Однак деякі аболіціоністи, на чолі з діячем чорного визвольного руху Фредеріком Дугласом, вважали озброєну боротьбу необхідною для скасування рабства. В 1859 фермер-аболіціоніст Джон Браун намагався підняти загальне повстання рабів.
Аболіціонізм відіграв важливу роль у підготовці громадянської війни в США 1861–1865 років і формальної ліквідації рабства. Активним супротивником аболіціонізму був католицький архієпископ Нью-Йорка  Джон Г'юз (1797-1864).